# Qikiqtaaluk (Baffineiland)
Qikiqtaaluk (ᕿᑭᖅᑖᓗᒃ), vroeger Sillem Island geheten, is een onbewoond eiland in de regio Qikiqtaaluk in Nunavut, Canada. Het ligt net voor de kust van Baffineiland en het is het opeennagrootste eiland (na Byloteiland) van de honderden eilanden in de Baffinbaai. Het wordt gedefinieerd door de Clark and Gibbs Fiords, die bij elkaar komen aan de noordkant van het eiland, waar ze samen Scott Inlet vormen. Verder naar het noorden ligt het eiland Pilattuaq. 
Qikiqtaaluk heeft een oppervlakte van 482 km². Het hoogste punt van het eiland reikt tot 1.590 meter hoogte. 
Qikiqtaaluk was de locatie voor het fictionele Barbeau Observatory in de film The Midnight Sky uit 2020.